# Бекаль
Бе́каль (исп. Bécal) — небольшой городок в Мексике, в штате Кампече, входит в состав муниципалитета Калькини. Численность населения, по данным переписи 2020 года, составила 6801 человек.

## Общие сведения
Название Bécal с майянского языка можно перевести как: дорога через агуахео или деревенская дорога.
Бе́каль был основан в 1450 году.
В XVIII веке в поселении была построена церковь Девы Марии Гваделупской.
В апреле 2004 года Бе́каль получил статус вильи.
Город известен своим производством сомбреро, с 30 апреля по 3 мая по этому поводу здесь проходят празднования.
Бе́каль расположен в 6 км севернее административного центра — города Калькини.

## Население
| Год  | Численность | Численность |
| ---- | ----------- | ----------- |
| 2000 | 6401        | [ 6 ]       |
| 2005 | 6446        | [ 7 ]       |
| 2010 | 6511        | [ 8 ]       |
| 2020 | 6801        | [ 9 ]       |